# Billy-sous-Mangiennes
Billy-sous-Mangiennes ist eine französische Gemeinde mit 358 Einwohnern (Stand: 1. Januar 2022) im Département Meuse in der Region Grand Est (bis 2015 Lothringen). Sie gehört zum Arrondissement Verdun und zum Kanton Bouligny. Die Einwohner werden Billesois genannt.

## Geografie
Billy-sous-Mangiennes liegt etwa 52 Kilometer nordwestlich von Metz und etwa 35 Kilometer nordöstlich von Verdun am Loison. Umgeben wird Billy-sous-Mangiennes von den Nachbargemeinden Mangiennes im Westen und Norden, Pillon im Norden, Duzey im Nordosten, Muzeray im Osten, Loison im Südosten und Süden, Gremilly im Süden und Südwesten sowie Azannes-et-Soumazannes im Westen und Südwesten.

## Bevölkerungsentwicklung
| Jahr                       | 1962 | 1968 | 1975 | 1982 | 1990 | 1999 | 2006 | 2019 |
| Einwohner                  | 452  | 394  | 383  | 366  | 355  | 297  | 367  | 369  |
| Quellen: Cassini und INSEE |      |      |      |      |      |      |      |      |

## Sehenswürdigkeiten
- Romanische Kirche Saint-Loup aus dem 12. Jahrhundert, 1771 wieder errichtet, 1914 Glockenturm zerstört, 1927 erneut aufgebaut
- Kapelle Notre-Dame aus dem Jahre 1746
- Waschhaus, erbaut 1857

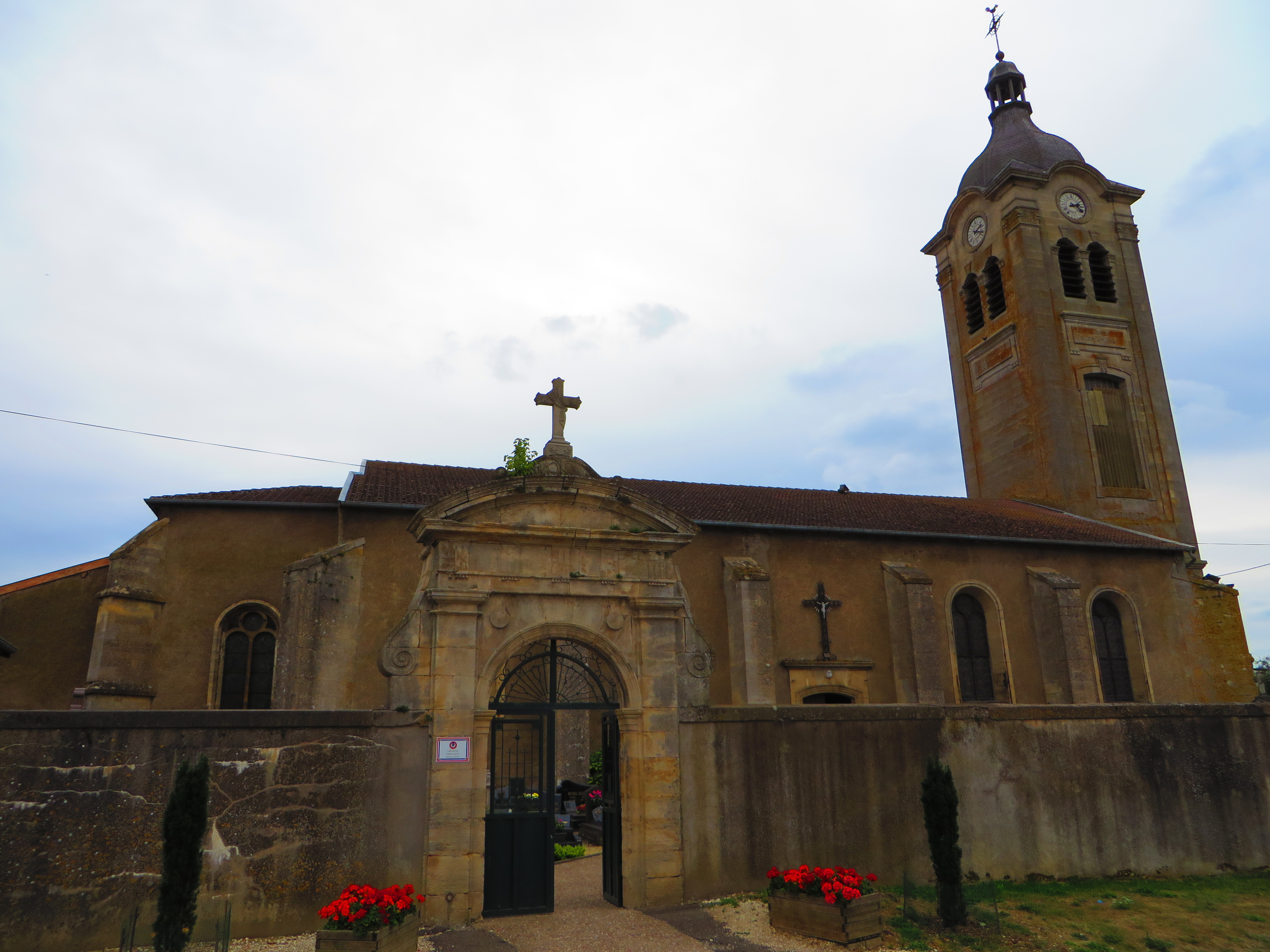
Kirche Saint-Loup
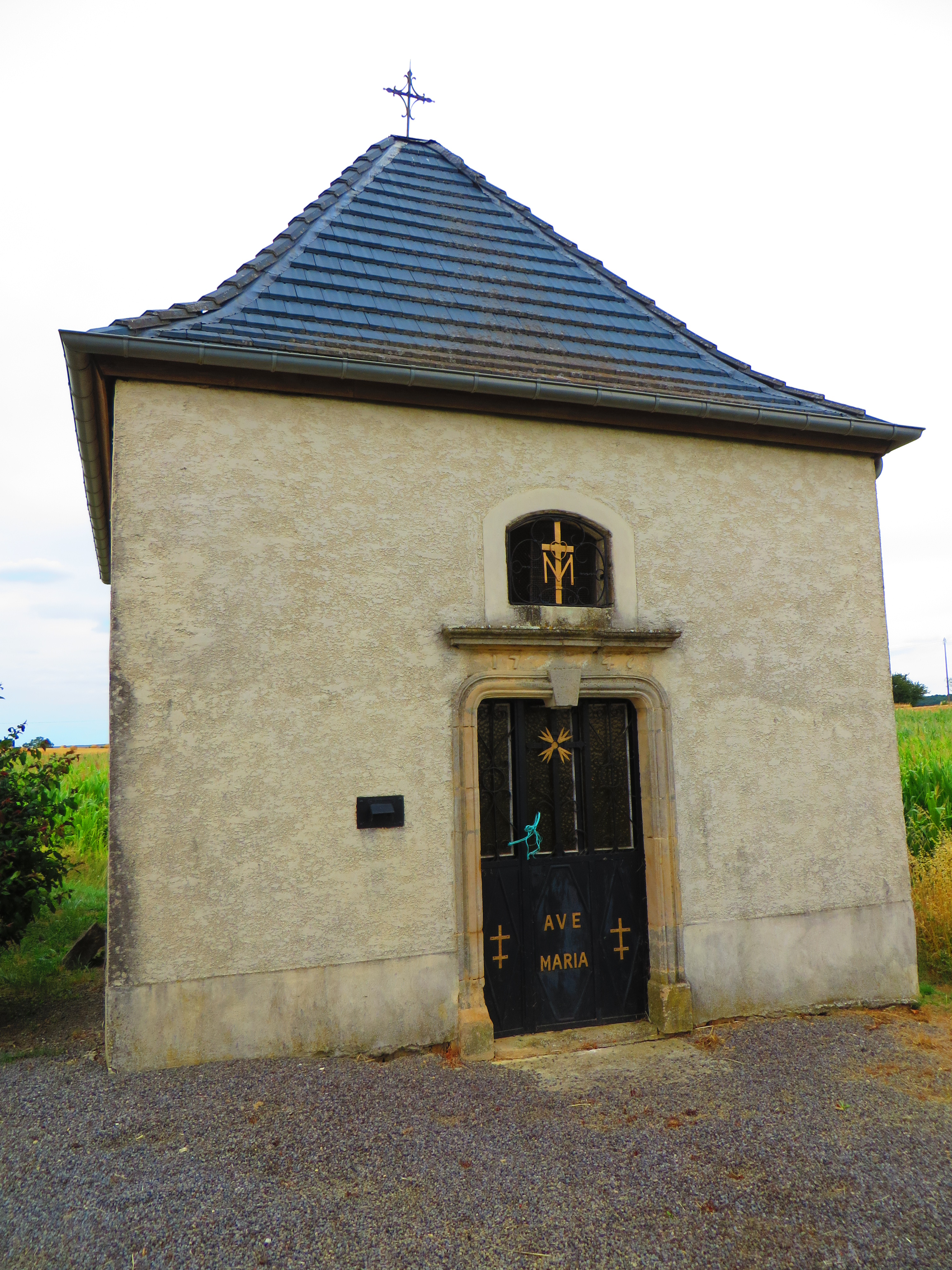
Kapelle Notre-Dame